# Johann Anetseder
Johann Anetseder (7 de outubro de 1898 - 12 de dezembro de 1948) foi um político alemão, representante da União Social-Cristã da Baviera. Ele foi membro do Landtag da Baviera de dezembro de 1946 a dezembro de 1948. Ele nasceu em Aichet (Thyrnau) e morreu em Kellberg perto de Thyrnau.